# Rapide Chabab El Harrouch
 (juillet 2021).
Si vous disposez d'ouvrages ou d'articles de référence ou si vous connaissez des sites web de qualité traitant du thème abordé ici, merci de compléter l'article en donnant les références utiles à sa vérifiabilité et en les liant à la section « Notes et références ».
Maillots
Dernière mise à jour : 8 juillet 2021.
Rapide Chabab El Harrouch (en arabe : سريع شباب الحروش), plus couramment abrégé en RC El Harrouch ou encore en RCEH (en arabe : سريع الحروش), est un club algérien de football fondé en 1936 et basé dans la ville de l'El Harrouch, dans la Wilaya de Skikda.

## Histoire
Le club évolue à plusieurs reprises en deuxième division dans le Groupe Est entre 1991 et 1995, mais sans jamais atteindre la première division.
Après l’indépendance de l'Algérie, le RCEH intègre le championnat Régional en Critérium Régional 1962-1963 le 7 octobre 1962, championnat organisé sous la forme de 7 groupes de 8 clubs chacun. Le RCEH commence dans le groupe III de Constantine.